# قائمة العملات التذكارية والميداليات الأمريكية (عقد 1930)

## 1930

### عملات غير متداولة
| الفئة | العملة                      | تصميم الوجه الأمامي | تصميم الوجه الخلفي                 | المعدن            | السكّ                                | التوافر | الوجه الأمامي | الوجه الخلفي |
| ----- | --------------------------- | ------------------- | ---------------------------------- | ----------------- | ----------------------------------- | ------- | ------------- | ------------ |
| 50¢   | نصف دولار عملية شراء غادسدن | جيمس جادسدين ‏       | خريطة نيومكسيكو، أريزونا، وإل باسو | 90% فضة, 10% نحاس | لم يتم الموافقة عليها أو سكّ أي منها |         |               |              |

## 1932

### عملات غير متداولة
| الفئة | العملة                                                      | تصميم الوجه الأمامي | تصميم الوجه الخلفي | المعدن            | السكّ                                | التوافر | الوجه الأمامي | الوجه الخلفي |
| ----- | ----------------------------------------------------------- | ------------------- | ------------------ | ----------------- | ----------------------------------- | ------- | ------------- | ------------ |
| 50¢   | نصف دولار الذكرى المئوية الثانية لجورج واشنطن (تم الاعتراض) | جورج واشنطن         |                    | 90% فضة, 10% نحاس | لم يتم الموافقة عليها أو سكّ أي منها |         |               |              |

### عملات متداولة
| الفئة | العملة                                        | تصميم الوجه الأمامي | تصميم الوجه الخلفي | السكّ                                       | الوجه الأمامي | الوجه الخلفي |
| ----- | --------------------------------------------- | ------------------- | ------------------ | ------------------------------------------ | ------------- | ------------ |
| 25¢   | ربع واشنطن                                    | جورج واشنطن         | عُقاب               | متداولة: 5,404,000 (P) 436,800 D 408,000 S |               |              |
| 50¢   | نصف دولار الذكرى المئوية الثانية لجورج واشنطن | جورج واشنطن         |                    | لم تتم                                     |               |              |

## 1933

### عملات غير متداولة
| الفئة | العملة                         | تصميم الوجه الأمامي                         | تصميم الوجه الخلفي                                    | المعدن            | السكّ                                                           | التوافر | الوجه الأمامي | الوجه الخلفي |
| ----- | ------------------------------ | ------------------------------------------- | ----------------------------------------------------- | ----------------- | -------------------------------------------------------------- | ------- | ------------- | ------------ |
| 50¢   | نصف دولار تذكاري لمسار أوريغون | أمريكي أصلي يقف أمام خريطة الولايات المتحدة | عربة تجرها الثيران يتم قيادتها غربًا نحو الشمس الغاربة | 90% فضة, 10% نحاس | تمت الموافقة على: 6,000,000 (حد أقصى 1926–1939) غير متداولة: D | 1933    |               |              |

## 1934

### عملات غير متداولة
| الفئة | العملة                              | تصميم الوجه الأمامي                             | تصميم الوجه الخلفي | المعدن            | السكّ                                                                     | التوافر | الوجه الأمامي | الوجه الخلفي |
| ----- | ----------------------------------- | ----------------------------------------------- | --- | ----------------- | ------------------------------------------------------------------------ | ------- | ------------- | ------------ |
| 50¢   | نصف دولار أوريجون تريل التذكاري     | أمريكي أصلي يقف أمام خريطة الولايات المتحدة     | عربة تجرها الثيران يتم قيادتها غربًا نحو الشمس الغاربة                                                                                       | 90% فضة, 10% نحاس | غير متداولة: D                                                           | 1934    |               |              |
| 50¢   | نصف دولار المئوية الثالثة لماريلاند | سيسيل كالفيرت، البارون الثاني لبالتيمور ‏        | شعار ولاية ماريلاند | 90% فضة, 10% نحاس | تمت الموافقة على: 25,000 (حد أقصى) غير متداولة: (P)                      | 1934    |               |              |
| 50¢   | نصف دولار مئوية تكساس               | عُقاب جالس على غصن أمام النجمة (رمز ولاية تكساس) | الإلهة الإغريقية فيكتوريا تمد جناحيها فوق حصن آلامو، وعلى يمينا ستيفن إف. أوستين، وعلى يسارها سام هيوستن، وأعلام تكساس الست ترفرف فوق رأسها | 90% فضة, 10% نحاس | تمت الموافقة على: 1,500,000 (حد أقصى 1934–1938) غير متداولة: 205,113 (P) | 1934    |               |              |
| 50¢   | نصف دولار مئوية دانيال بون الثانية  | دانيال بون                                      | رجل حدودي يواجه أمريكيًا أصليًا | 90% فضة, 10% نحاس | تمت الموافقة على: 600,000 (حد أقصى 1934–1938) غير متداولة: 10,007 (P)    | 1934    |               |              |

## 1935

### عملات غير متداولة
| الفئة | العملة                                       | تصميم الوجه الأمامي                             | تصميم الوجه الخلفي | المعدن             | السكّ                                                                                  | التوافر | الوجه الأمامي | الوجه الخلفي |
| ----- | -------------------------------------------- | ----------------------------------------------- | --- | ------------------ | ------------------------------------------------------------------------------------- | ------- | ------------- | ------------ |
| 50¢   | نصف دولار مئوية تكساس                        | عُقاب جالس على غصن أمام النجمة (رمز ولاية تكساس) | الإلهة الإغريقية فيكتوريا تمد جناحيها فوق حصن آلامو، وعلى يمينا ستيفن إف. أوستين، وعلى يسارها سام هيوستن، وأعلام تكساس الست ترفرف فوق رأسها | 90% فضة , 10% نحاس | غير متداولة: 10,008 (P) 10,007 D 10,008 S                                             | 1935    |               |              |
| 50¢   | نصف دولار مئوية دانيال بون الثانية           | دانيال بون                                      | رجل حدودي يواجه أمريكيًا أصليًا | 90% فضة, 10% نحاس  | غير متداولة: 10,010 (P) 5,005 D 5,005 S                                               | 1935    |               |              |
| 50¢   | نصف دولار الذكرى المئوية الثانية لدانيال بون | دانيال بون                                      | رجل حدودي يواجه أمريكيًا أصليًا | 90% فضة, 10% نحاس  | نمط: 1 S (نحاس) غير متداولة: 10,008 (P) 2,003 D 2,004 S                               | 1935    |               |              |
| 50¢   | نصف دولار مئوية أركنساس                      | أمريكي أصلي وإلهة الحرية                        | عُقاب | 90% فضة, 10% نحاس  | تمت الموافقة على: 500,000 (حد أقصى 1935–1939) غير متداولة: 13,012 (P) 5,505 D 5,506 S | 1935    |               |              |
| 50¢   | نصف دولار معرض كاليفورنيا الدولي             | الإلهة مينيرفا وعناصر أخرى من ختم كاليفورنيا    | برج كاليفورنيا وكنيسة القديس فرانسيس، وحديقة بالبوا، سان دييغو                                                                              | 90% فضة, 10% نحاس  | تمت الموافقة على: 250,000 (حد أقصى 1935–1936 ) غير متداولة: 250,132 S                 | 1935    |               |              |
| 50¢   | نصف دولار مئوية كونيتيكت الثالثة             | شجرة البلوط الضخمة                              | عُقاب | 90% فضة, 10% نحاس  | تمت الموافقة على: 25,000 (حد أقصى) غير متداولة: 25,018 (P)                            | 1935    |               |              |
| 50¢   | نصف دولار الـ 150 عام لمدينة هدسون           | سفينة هالف ماين ‏                                | ختم مدينة هدسون | 90% فضة, 10% نحاس  | تمت الموافقة على: 10,000 (حد أقصى) غير متداولة: 10,008 (P)                            | 1935    |               |              |
| 50¢   | نصف دولار الطريق الإسباني القديم             | رأس بقرة                                        | نبات يكة مُركبًا فوق خريطة ولايات ساحل الخليج                                                                                                 | 90% فضة, 10% نحاس  | تمت الموافقة على: 10,000 (حد أقصى) غير متداولة: 10,008 (P)                            | 1935    |               |              |

## 1936

### عملات غير متداولة
| الفئة | العملة                                                 | تصميم الوجه الأمامي                             | تصميم الوجه الخلفي | المعدن            | السكّ                                                                         | التوافر | الوجه الأمامي | الوجه الخلفي |
| ----- | ------------------------------------------------------ | ----------------------------------------------- | --- | ----------------- | ---------------------------------------------------------------------------- | ------- | ------------- | ------------ |
| 50¢   | نصف دولار أوريجون تريل التذكاري                        | أمريكي أصلي يقف أمام خريطة الولايات المتحدة     | عربة تجرها الثيران يتم قيادتها غربًا نحو الشمس الغاربة                                                                                        | 90% فضة, 10% نحاس | غير متداولة: 10,006 (P) 5,006 S                                              | 1936    |               |              |
| 50¢   | نصف دولار الذكرى المئوية لتكساس                        | عُقاب جالس على غصن أمام النجمة (رمز ولاية تكساس) | الإلهة الإغريقية فيكتوريا تمد جناحيها فوق حصن آلامو، وعلى يمينها ستيفن إف. أوستين، وعلى يسارها سام هيوستن، وأعلام تكساس الست ترفرف فوق رأسها | 90% فضة, 10% نحاس | غير متداولة: 10,008 (P) 10,007 D 10,008 S                                    | 1936    |               |              |
| 50¢   | نصف دولار مئوية دانيال بون الثانية                     | دانيال بون                                      | رجل حدودي يواجه أمريكيًا أصليًا | 90% فضة, 10% نحاس | غير متداولة: 12,012 (P) 5,005 D 5,006 S                                      | 1936    |               |              |
| 50¢   | نصف دولار مئوية أركنساس                                | أمريكي أصلي وإلهة الحرية                        | عُقاب | 90% فضة, 10% نحاس | غير متداولة: 10,010 (P) 10,010 D 10,012 S                                    | 1936    |               |              |
| 50¢   | نصف دولار أركنساس-روبنسون                              | جوزيف تايلور روبنسون                            | عُقاب | 90% فضة, 10% نحاس | تمت الموافقة على: 25,000 (حد أدنى) 50,000 (حد أقصى) غير متداولة: 25,265 (P)  | 1936    |               |              |
| 50¢   | نصف دولار معرض كاليفورنيا الدولي                       | الإلهة مينيرفا وعناصر أخرى من ختم كاليفورنيا    | برج كاليفورنيا وكنيسة القديس فرانسيس، وحديقة بالبوا، سان دييغو                                                                               | 90% فضة, 10% نحاس | غير متداولة: 180,092 D                                                       | 1936    |               |              |
| 50¢   | نصف دولار مئوية كليفلاند                               | موسى كليفلاند ‏                                  | خريطة البحيرات العظمى مع مدن محددة بالنجوم وبوصلة تشير إلى كليفلاند                                                                          | 90% فضة, 10% نحاس | تمت الموافقة على: 50,000 (حد أقصى) غير متداولة: 50,030 (P)                   | 1936    |               |              |
| 50¢   | نصف دولار مئوية ويسكنسن                                | ذراع ممسكة بفأس حديدي مع كومة من الصخور         | غرير، ثلاثة سهام، وغصن زيتون | 90% فضة, 10% نحاس | تمت الموافقة على: 25,000 (حد أدنى) غير متداولة: 25,015 (P)                   | 1936    |               |              |
| 50¢   | نصف دولار المئوية الثالثة للونج أيلاند                 | أمريكي أصلي ومستوطن هولندي                      | سفينة هولندية | 90% فضة, 10% نحاس | تمت الموافقة على: 100,000 (حد أقصى) غير متداولة: 100,053 (P)                 | 1936    |               |              |
| 50¢   | نصف دولار المئوية الثالثة ليورك كاونتي (ماين)          | حصن براون                                       | ختم مقاطعة يورك (مين) | 90% فضة, 10% نحاس | تمت الموافقة على: 30,000 (حد أقصى) غير متداولة: 25,015 (P)                   | 1936    |               |              |
| 50¢   | نصف دولار الذكرى المئوية لبريدج بورت، كونيكتيكت        | بي تي بارنوم                                    | عُقاب | 90% فضة, 10% نحاس | تمت الموافقة على: 25,000 (حد أدنى) غير متداولة: 25,015 (P)                   | 1936    |               |              |
| 50¢   | نصف دولار الذكرى الـ 150 للينشبرج                      | رأس كارتر قلاس                                  | إلهة الحرية | 90% فضة, 10% نحاس | تمت الموافقة على: 20,000 (حد أدنى) غير متداولة: 20,013 (P)                   | 1936    |               |              |
| 50¢   | نصف دولار مئوية إلجين، إلينوي                          | رأس أحد المستوطنين الأمريكيين الأوائل           | عائلة مستوطنين أوائل | 90% فضة, 10% نحاس | تمت الموافقة على: 25,000 (حد أقصى) غير متداولة: 25,015 (P)                   | 1936    |               |              |
| 50¢   | نصف دولار ألباني تشارتر                                | قندس                                            | توماس دونجان، بيتر شويلر، روبرت ليفنجستون | 90% فضة, 10% نحاس | تمت الموافقة على: 25,000 (حد أقصى) غير متداولة: 25,013 (P)                   | 1936    |               |              |
| 50¢   | نصف دولار جسر خليج سان فرانسيسكو-أوكلاند               | دب أشمط                                         | جسر سان فرانسيسكو-أوكلاند | 90% فضة, 10% نحاس | تمت الموافقة على: 200,000 (حد أقصى) غير متداولة: 100,055 (P)                 | 1936–37 |               |              |
| 50¢   | نصف دولار المئوية الثالثة لرود آيلاند                  | روجر ويليامز يقابل أمريكيًا أصليًا                | مِرساة، تصوير لختم رود أيلاند | 90% فضة, 10% نحاس | تمت الموافقة على: 50,000 (حد أقصى) غير متداولة: 20,013 (P) 15,010 D 15,011 S | 1936    |               |              |
| 50¢   | نصف دولار المركز الموسيقي في سينسيناتي                 | رأس ستيفن فوستر                                 | شخصية رمزية مع آلة السمسمية | 90% فضة, 10% نحاس | تمت الموافقة على: 15,000 (حد أقصى) غير متداولة: 5,005 (P) 5,005 D 5,006 S    | 1936    |               |              |
| 50¢   | نصف دولار الذكرى الـ 150 لكولومبيا، كارولاينا الجنوبية | إلهة العدالة تحمل سيفًا وميزانًا                  | نخيل سابال | 90% فضة, 10% نحاس | تمت الموافقة على: 25,000 (حد أقصى) غير متداولة: 9,007 (P) 8,009 D 8,007 S    | 1936    |               |              |

## 1937

### عملات غير متداولة
| الفئة | العملة                                       | تصميم الوجه الأمامي                             | تصميم الوجه الخلفي | المعدن            | السكّ                                                       | التوافر | الوجه الأمامي | الوجه الخلفي |
| ----- | -------------------------------------------- | ----------------------------------------------- | --- | ----------------- | ---------------------------------------------------------- | ------- | ------------- | ------------ |
| 50¢   | نصف دولار أوريجون تريل التذكاري              | أمريكي أصلي يقف أمام خريطة الولايات المتحدة     | عربة تجرها الثيران يتم قيادتها غربًا نحو الشمس الغاربة                                                                                       | 90% فضة, 10% نحاس | غير متداولة: 12,008 D                                      | 1937    |               |              |
| 50¢   | نصف دولار مئوية تكساس                        | عُقاب جالس على غصن أمام النجمة (رمز ولاية تكساس) | الإلهة الإغريقية فيكتوريا تمد جناحيها فوق حصن آلامو، وعلى يمينا ستيفن إف. أوستين، وعلى يسارها سام هيوستن، وأعلام تكساس الست ترفرف فوق رأسها | 90% فضة, 10% نحاس | غير متداولة: 8,005 (P) 8,006 D 8,007 S                     | 1937    |               |              |
| 50¢   | نصف دولار مئوية دانيال بون الثانية           | دانيال بون                                      | رجل حدودي يواجه أمريكيًا أصليًا | 90% فضة, 10% نحاس | غير متداولة: 15,010 (P) 7,506 D 5,006 S                    | 1937    |               |              |
| 50¢   | نصف دولار مئوية أركنساس                      | أمريكي أصلي وإلهة الحرية                        | عُقاب | 90% فضة, 10% نحاس | غير متداولة: 5,505 (P) 5,505 D 5,506 S                     | 1937    |               |              |
| 50¢   | نصف دولار المئوية الثانية لنورفولك، فيرجينيا | ختم مدينة نورفولك                               | الصولجان الاحتفالي لنورفولك | 90% فضة, 10% نحاس | تمت الموافقة على: 25,000 (حد أقصى) غير متداولة: 25,013 (P) | 1937    |               |              |
| 50¢   | نصف دولار المئوية الثالثة لديلاوير           | كنيسة السويديين القدماء                         | سفينة كالمار نيكيل ‏ | 90% فضة, 10% نحاس | تمت الموافقة على: 25,000 (حد أدنى) غير متداولة: 25,015 (P) | 1937    |               |              |
| 50¢   | نصف دولار معركة جيتيسبيرج                    | جُنديان: اتحاديّ وكونفدراليّ                       | درعا الاتحاد والكونفدرالية وبينهما حزيمات                                                                                                   | 90% فضة, 10% نحاس | تمت الموافقة على: 50,000 (حد أقصى) غير متداولة: 50,028 (P) | 1937    |               |              |
| 50¢   | نصف دولار جزيرة رونوكي (كارولاينا الشمالية)  | والتر رالي                                      | إلينور دير تحمل طفلتها فيرجينيا دير | 90% فضة, 10% نحاس | تمت الموافقة على: 25,000 (حد أدنى) غير متداولة: 50,030 (P) | 1937    |               |              |
| 50¢   | نصف دولار معركة أنتيتام                      | جورج برينتون ماكليلان وروبرت إدوارد لي          | جسر بيرنسايد ‏ | 90% فضة, 10% نحاس | تمت الموافقة على: 50,000 (حد أقصى) غير متداولة: 50,028 (P) | 1937    |               |              |
| 50¢   | نصف دولار نيو روشيل لذكرى 250 عام            | جون بيل ‏ ممسكًا بعِجل                             | زهرة الزنبق | 90% فضة, 10% نحاس | تمت الموافقة على: 25,000 (حد أقصى) غير متداولة: 25,015 (P) | 1938    |               |              |

## 1938

### عملات غير متداولة
| الفئة | العملة                                | تصميم الوجه الأمامي                             | تصميم الوجه الخلفي | المعدن            | السكّ                                   | التوافر | الوجه الأمامي | الوجه الخلفي |
| ----- | ------------------------------------- | ----------------------------------------------- | --- | ----------------- | -------------------------------------- | ------- | ------------- | ------------ |
| 50¢   | نصف دولار أوريجون تريل التذكاري       | أمريكي أصلي يقف أمام خريطة الولايات المتحدة     | عربة تجرها الثيران يتم قيادتها غربًا نحو الشمس الغاربة                                                                                       | 90% فضة, 10% نحاس | غير متداولة: 6,006 (P) 6,005 D 6,006 S | 1938    |               |              |
| 50¢   | نصف دولار مئوية تكساس                 | عُقاب جالس على غصن أمام النجمة (رمز ولاية تكساس) | الإلهة الإغريقية فيكتوريا تمد جناحيها فوق حصن آلامو، وعلى يمينا ستيفن إف. أوستين، وعلى يسارها سام هيوستن، وأعلام تكساس الست ترفرف فوق رأسها | 90% فضة, 10% نحاس | غير متداولة: 5,005 (P) 5,005 D 5,006 S | 1938    |               |              |
| 50¢   | نصف دولار مئوية دانيال بون الثانية    | دانيال بون                                      | رجل حدودي يواجه أمريكيًا أصليًا | 90% فضة, 10% نحاس | غير متداولة: 5,005 (P) 5,005 D 5,006 S | 1938    |               |              |
| 50¢   | نصف دولار مئوية أركنساس               | أمريكي أصلي وإلهة الحرية                        | عُقاب | 90% فضة, 10% نحاس | غير متداولة: 3,156 (P) 3,155 D 3,156 S | 1938    |               |              |
| 50¢   | نصف دولار بعثة كورونادو (تم الاعتراض) |                                                 | | 90% فضة, 10% نحاس | لم يتم الموافقة عليها أو سكّ أي منها    |         |               |              |

## 1939

### عملات غير متداولة
| الفئة | العملة                          | تصميم الوجه الأمامي                         | تصميم الوجه الخلفي                                    | المعدن            | السكّ                                   | التوافر | الوجه الأمامي | الوجه الخلفي |
| ----- | ------------------------------- | ------------------------------------------- | ----------------------------------------------------- | ----------------- | -------------------------------------- | ------- | ------------- | ------------ |
| 50¢   | نصف دولار أوريجون تريل التذكاري | أمريكي أصلي يقف أمام خريطة الولايات المتحدة | عربة تجرها الثيران يتم قيادتها غربًا نحو الشمس الغاربة | 90% فضة, 10% نحاس | غير متداولة: 3,004 (P) 3,004 D 3,005 S | 1939    |               |              |
| 50¢   | نصف دولار مئوية أركنساس         | أمريكي أصلي وإلهة الحرية                    | عُقاب                                                  | 90% فضة, 10% نحاس | غير متداولة: 2,104 (P) 2,104 D 2,105 S | 1939    |               |              |